# 92-й меридіан східної довготи
92-й меридіан східної довготи — лінія довготи, що лежить на 92 градуси східніше Гринвіцького меридіана. Вона проходить від Північного полюса через Північний Льодовитий океан, Азію, Індійський океан, Південний океан та Антарктиду до Південного полюса.
92-й меридіан східної довготи формує велике коло разом із 88-мим меридіаном західної довготи.

## Список географічних об'єктів, що перетинає 92° сх. д.
Починаючи на Північному полюсі та рухаючись до Південного полюса, 92-й меридіан східної довготи проходить через:
| Координати                                                 | Країна, територія або море | Примітки                                                                              |
| ---------------------------------------------------------- | -------------------------- | ------------------------------------------------------------------------------------- |
| 90°0′ пн. ш. 92°0′ сх. д. / 90.000° пн. ш. 92.000° сх. д.  | Північний Льодовитий океан | Проходить східніше острова Шмідта[en], Північна Земля, Росія                          |
| 80°24′ пн. ш. 92°0′ сх. д. / 80.400° пн. ш. 92.000° сх. д. | Росія                      | Північна Земля — проходить через острови Комсомолець і Піонер[ru] та архіпелаг Сєдова |
| 79°25′ пн. ш. 92°0′ сх. д. / 79.417° пн. ш. 92.000° сх. д. | Карське море               |                                                                                       |
| 77°38′ пн. ш. 92°0′ сх. д. / 77.633° пн. ш. 92.000° сх. д. | Росія                      | Проходить через острів Кірова[ru]                                                     |
| 77°35′ пн. ш. 92°0′ сх. д. / 77.583° пн. ш. 92.000° сх. д. | Карське море               |                                                                                       |
| 75°43′ пн. ш. 92°0′ сх. д. / 75.717° пн. ш. 92.000° сх. д. | Росія                      |                                                                                       |
| 50°41′ пн. ш. 92°0′ сх. д. / 50.683° пн. ш. 92.000° сх. д. | Монголія                   |                                                                                       |
| 45°4′ пн. ш. 92°0′ сх. д. / 45.067° пн. ш. 92.000° сх. д.  | КНР                        | Сіньцзян Цинхай Тибет                                                                 |
| 27°44′ пн. ш. 92°0′ сх. д. / 27.733° пн. ш. 92.000° сх. д. | Індія                      | Аруначал-Прадеш — претендує КНР                                                       |
| 27°28′ пн. ш. 92°0′ сх. д. / 27.467° пн. ш. 92.000° сх. д. | Бутан                      |                                                                                       |
| 26°51′ пн. ш. 92°0′ сх. д. / 26.850° пн. ш. 92.000° сх. д. | Індія                      | Ассам Мегхалая                                                                        |
| 25°11′ пн. ш. 92°0′ сх. д. / 25.183° пн. ш. 92.000° сх. д. | Бангладеш                  |                                                                                       |
| 24°23′ пн. ш. 92°0′ сх. д. / 24.383° пн. ш. 92.000° сх. д. | Індія                      | Трипура                                                                               |
| 23°41′ пн. ш. 92°0′ сх. д. / 23.683° пн. ш. 92.000° сх. д. | Бангладеш                  |                                                                                       |
| 21°23′ пн. ш. 92°0′ сх. д. / 21.383° пн. ш. 92.000° сх. д. | Індійський океан           | Проходить західніше Андаманських островів, Індія                                      |
| 60°0′ пд. ш. 92°0′ сх. д. / 60.000° пд. ш. 92.000° сх. д.  | Південний океан            | Проходить західніше острова Дригальського[en]                                         |
| 66°29′ пд. ш. 92°0′ сх. д. / 66.483° пд. ш. 92.000° сх. д. | Антарктида                 | Проходить через Австралійську антарктичну територію (претендує Австралія)             |